# Mialkovszky Erzsébet
Mialkovszky Erzsébet (Miskolc, 1928. október 26. – Dunaújváros, 1988. szeptember 29.) Jászai Mari-díjas magyar jelmeztervező, érdemes művész.

## Életpályája
Divattervezőként 1947-ben végzett az Iparrajziskolában. A Képzőművészeti Főiskolán Berény Róbert növendéke volt, 1950-ben diplomázott. Jelmeztervező gyakornokként a Nemzeti Színházban tevékenykedett. Jelmeztervezőként 1951-től haláláig a Madách Színház tagja volt. 
Vendégtervezőként dolgozott több vidéki színháznál (szolnoki Szigligeti Színház; zalaegerszegi Hevesi Sándor Színház; nyíregyházi Móricz Zsigmond Színház, Szegedi Szabadtéri Színpad, Pécsi Nemzeti Színház, Gyulai Várszínház, Szentendrei Teátrum stb.) Filmekhez, tv-játékokhoz is készített jelmezterveket. Jelmeztervező társaival együtt több közös csoportos kiállításon vett részt, egyéni kiállításai voltak többek között Budapesten és Miskolcon is.
Útban a pécsi színházhoz autóbalesetben hunyt el.

## Színházi jelmezterveiből
- William Shakespeare: Rómeó és Júlia
- William Shakespeare: Hamlet
- Molière: A fösvény
- Anton Pavlovics Csehov: Három nővér
- Anton Pavlovics Csehov: Ványa bácsi
- Makszim Gorkij: Éjjeli menedékhely
- Makszim Gorkij: Kispolgárok
- Bertolt Brecht: A kaukázusi krétakör
- Bertolt Brecht: Koldusopera
- Arthur Miller: Pillantás a hídról
- Arthur Miller: A salemi boszorkányok
- Tennessee Williams: A vágy villamosa
- George Bernard Shaw: Tanner John házassága
- George Bernard Shaw: Szent Johanna
- Németh László: Galilei
- Szabó Magda: Béla király Brecht
- Sütő András: Egy lócsiszár virágvasárnapja

## Filmes- és televíziós munkái
- A harag napja (1953)
- Dandin György, avagy a megcsúfolt férj (1955)
- Csendes otthon (1958)
- Megszállottak (1962)
- Májusi fagy (1962)
- Félúton (1963)
- Május (1963)
- Karambol (1964)
- Mit csinált felséged 3-tól 5-ig? (1964)
- Ők tudják, mi a szerelem (1964)
- Mici néni harmadik élete (1964)
- Csiribiri (1965)
- Gyerekbetegségek (1965)
- Próbaút (1965)
- Az első esztendő (1966)
- Énekes madár (1966)
- Apa (1966)
- Édes és keserű (1967)
- Egri csillagok(1968)
- Bűbájosok (1970)
- Szerelmesfilm (1970)
- Hatholdas rózsakert (1970)
- A hódítás iskolája, avagy Don Juan bűnhődése (1970)
- Rézpillangó (1971)
- Széchenyi meggyilkoltatása (1971)
- A képzelt beteg (1972)
- Gránátköves karék (1972)
- György barát (sorozat)

- 1529 - 1541 (1972)
- 1541 - 1551 (1972)
- Aranyliba (1972)
- Az ember melegségre vágyik (1973)
- Nápolyt látni és… (1973)
- A lámpás (1973)
- A magyar ugaron (1973)
- Az ördög cimborája (1973)
- Plusz-mínusz egy nap (1973)
- Az áruló (1973)
- Az összeesküvés (1973)
- Tűzoltó utca 25. (1973)
- Ki van a tojásban? (1974)
- Családi dráma (1974)
- A medikus (1974)
- Sosem lehet tudni (1974)
- Téli sport (1974)
- …és a holtak újra énekelnek (1975)
- Gellérthegyi álmok (1975)
- Felelet (sorozat) (1975)
- A párkák (1975)
- János király (1975)
- A szélhámos (1976)
- Oszlopos Simeon (1976)
- Gyémántok (1976)
- Kísértés (1977)
- Császárlátogatás (1977)
- Néró, a véres költő (1977)
- A szerelem bolondjai (1977)
- Operabál 13. (1977)
- …hogy magának milyen mosolya van! (1977)
- Muslicák a liftben (1978)
- Bodnárné (1978)
- Mire a levelek lehullanak… (1978)
- Mednyánszky (1978)
- A nem várt vendég (1978)
- A két Bolyai (1978)
- Party (1979)
- Csillag a máglyán (1979)
- Kinek a törvénye? (1979)
- Meztelenül (1979)
- Ingyenélők (1979)
- Sértés (1979)
- Kiálts, város! (1979)
- Mese habbal (1979)
- Cseresznyéskert (1979)
- Forró mezők (1979)
- Fegyverletétel (1979)
- Csontváry (1980)
- IV. Henrik király (1980)
- Nárcisz és Psyché (1980)
- Hínár (1981)
- Liftrapszódia (1981)
- Közjáték Vichyben (1981)
- Ideiglenes paradicsom (1981)
- Isztambuli vonat (sorozat) (1981)
- Műteremben (sorozat) Mialkovszky Erzsébet (tv-portré, 1981)
- Requiem (1981)
- Tegnapelőtt (1982)
- II. József császár (1982)
- Víkendszerelem (1982)
- Vőlegény (1982)
- Rohanj velem! (1982)
- Társkeresés No. 1463 (1982)
- Pygmalion (1982)
- Hamlet (1982)
- Mint oldott kéve (sorozaz) (1983)
- Néma levente (1983)
- Klapka légió (1983)
- Szegény Dzsoni és Árnika (1983)
- Gyertek el a névnapomra (1983)
- A béke szigete (1983)
- Reumavalcer (1983)
- Hosszú vágta (1984)
- Te rongyos élet (1984)
- Hamlet, dán királyfi (1984)
- Caligula helytartója (1984)
- Anna Karenina (1985)
- Hány az óra, Vekker úr? (1985)
- Kaviár és lencse (1985)
- War and Love (1985)
- A tanítónő (1985)
- A végtelenek a párhuzamosban találkoznak (1986)
- Dráma a vadászaton (1986)
- Nóra (1986)
- Kaméliás hölgy (1986)
- Vakvilágban (1987)
- Az ördög talizmánja (1987)
- Banánhéjkeringő (1987)
- Érzékeny búcsú a fejedelemtől (1987)
- Doktor Minorka Vidor nagy napja (1987)
- Lena, száz gyermek édesanyja (1987)
- Dada (1987)
- Aranyóra (1987)
- Küldetés Evianba (1988)
- Tüske a köröm alatt (1988)
- Soha, sehol, senkinek! (1988)
- Titánia, Titánia, avagy a dublőrök éjszakája (1988)
- Murderers Among Us: The Simon Wiesenthal Story (A gyilkosok köztünk vannak)
- Malom a Séden (1989)
- Tutajosok (1990)

## Könyv
- Mialkovszki Erzsébet: Korok, divatok (Bp., Móra Ferenc Könyvkiadó, 1978) ISBN 963111032x

## Díjai
- Jászai Mari-díj (1965)
- Érdemes Művész (1982)